# KATO&KENテレビバスターズ
『KATO&KENテレビバスターズ』（カトケンテレビバスターズ）は、1992年4月11日から同年9月26日までTBS系列局で放送されていたバラエティ番組である。TBSとイザワオフィスの共同製作である。放送時間は毎週土曜 20:00 - 20:54 （日本標準時）。

## 概要
『加トちゃんケンちゃんごきげんテレビ』から引き続き加藤茶と志村けんがメインを務めていた。番組では「バスターズガール」役のSUPER MONKEY'Sやその他の女性レギュラーとともにドッジボールゲームなどに挑戦していた。SUPER MONKEY'Sにとっては、これがテレビ初出演の全国ネット番組となった。

## シリーズの終焉
番組の最末期に、当時のTBS社長・磯崎洋三がTBS大改革のいわゆる「鶴の一声」を上げたことにより、わずか半年間で終了した。
この番組の最終回をもって、1969年10月の『8時だョ!全員集合』の放送開始以来土曜20:00枠で通算22年5か月続いたザ・ドリフターズのメンバーが登場するという長きに渡ったTBSバラエティ番組シリーズは名実共に幕を下ろす結果となった。平均視聴率は10.9%、最高視聴率は14.9%だった。

## 主なコーナー
- コント
- KATO&KENビデオ
- KATO&KENドッジボール
- KATO&KENこれが青春

## 出演者

### レギュラー
- 加藤茶（ザ・ドリフターズ）
- 志村けん（ザ・ドリフターズ）
- 渡辺美奈代
- 立花理佐[3]
- 生稲晃子[3]
- 島崎和歌子[3]
- 中村綾
- 井上晴美
- 羽田恵理香(CoCo)
- 大野幹代(CoCo)
- 宮前真樹(CoCo)

### コントのみ
- 矢崎滋
- 蛭子能収(ご存知エビスの貧乏秘話)

### バスターズガール
- SUPER MONKEY'S（スーパー・モンキーズ）‐当時のメンバーは主に安室奈美恵、牧野アンナ、澤岻奈々子（後のNana）、天久美奈子（後のMina）、新垣寿子

### ゲスト
- 荻野目洋子(5月30日、加ト&荻野目の新婚珍道中?!)

## スタッフ
- 作・構成：松岡孝、柊達雄、前田昌平
- 音楽：たかしまあきひこ
- 振付：西条満
- 演奏：岡本章生とゲイスターズ
- ナレーション：伊津野亮、小林豊
- キャラクター：松下進
- TD：青木葉吉樹
- VE：豊中俊榮
- カメラ：井原公二、白井昭至、川井由紀男、坂口司
- CA：藤田栄治、上村信夫、波木井美絵、横田研一
- 音声：倉本紀彦、原田光、山田昇平、妹川英明
- 照明：笠原義博、小野寺瑞樹、鹿島雄司、浅田和男、上村和重、山下明弘、太田亘、原昇、川路淳
- 音響効果：荒井忠利
- 編集：山内祥弘、杉山弘和
- MA：福沢整
- 美術プロデューサー：山田満郎
- 美術デザイン：相野道生
- 美術制作：鈴木浩二
- 装置：渡辺通泰、管井学、工藤俊一、高久正夫
- 装飾：飯島義次
- 衣裳：高沢正巳、千葉辰哉
- 化粧：尾張昭子
- かつら：大井きく子
- 植木装飾：足立憲一
- 持道具：川村玲子
- 電飾：小林篤
- 建具：花澤昇
- 特殊小道具：岩本浩二
- 特殊大道具：鈴木康勝
- タイトル：仲野美代子
- 番宣：広瀬隆一
- 編成：浅井敬
- スタイリスト：うすいゆうこ、きつかわかずさ
- エンディングテーマ：爆風スランプ「友情≧愛」
- 協力：日本ドッジボール協会
- 技術協力：TBSビジョン、エヌ・エス・ティー
- 制作協力：トリム
- ビデオコーナースタッフ：高城郁子、白石美奈恵、大山小百合
- これが青春ディレクター：江本稔、鈴木伸二
- TK：長谷川道子
- デスク：原田緑
- AD：十二竜也、片山剛、柳崎芳夫、竹内幸司、今福賢二、高橋真司
- 演出：園田憲、小玉滋彦、小笠原知宏
- プロデューサー：落合芳行
- 製作著作：TBS、イザワオフィス[4]

## ネット局
『加トちゃんケンちゃんごきげんテレビ』時代と同様に、TBS系列27局で放送。最後までTBS土曜20時台のドリフの番組が放送されなかったのは、秋田県・福井県の2県だった。なお、愛媛県は番組終了直後の1992年10月1日に開局した伊予テレビ（現・あいテレビ）は、開局前のサービス放送で最終回のみを放送したことがある。

## ビデオ
- KATO&KENテレビバスターズ おもしろビデオ（全4巻、規格：VHS、発売日：1992年7月22日、発売：TBS、販売：ソニー・ミュージックエンタテインメント）